# Colthrop
Colthrop – wieś w Anglii, w hrabstwie ceremonialnym Berkshire, w dystrykcie (unitary authority) West Berkshire. Leży 19 km na zachód od centrum miasta Reading i 78 km na zachód od centrum Londynu.